# Torneo de Roland Garros 2002
La edición 101.ª de los Internacionales de Francia de Roland Garros se celebró  entre el 27 de mayo y el 9 de junio de 2002 en las pistas del Stade Roland Garros de París, Francia.
El cuadro individual masculino lo iniciaron 128 tenistas, el mismo número de tenistas con el que comenzó el cuadro individual femenino

## Hechos destacados
En la competición individual masculina se impuso el español  Albert Costa  logrando el  único título que lograría en un torneo del Gran Slam al imponerse en la final a su compatriota Juan Carlos Ferrero.  
En la competición individual femenina la victoria fue para la estadounidense  Serena Williams logrando el primero de los tres títulos con los que cuenta hasta la fecha en París (los siguientes llegarían 11 años más tarde: 2013 y 2015), tras imponerse a su compatriota y hermana Venus Williams.

## Palmarés
|                      | Vencedor                             | Resultado          | Finalista                        | Finalista |
| -------------------- | ------------------------------------ | ------------------ | -------------------------------- | --------- |
| Individual masculino | Albert Costa                         | 6-1, 6-0, 4-6, 6-3 | Juan Carlos Ferrero              |           |
| Individual femenino  | Serena Williams                      | 7-5, 6-3           | Venus Williams                   |           |
| Dobles masculino     | Paul Haarhuis Yevgeny Kafelnikov     | 7-5, 6-4           | Mark Knowles Daniel Nestor       |           |
| Dobles femenino      | Virginia Ruano Pascual Paola Suárez  | 6-4, 6-2           | Lisa Raymond Rennae Stubbs       |           |
| Dobles mixto         | Cara Black Wayne Black               | 6-3, 6-3           | Elena Bovina Mark Knowles        |           |
| Juniors              | Vencedor                             | Resultado          | Finalista                        | Finalista |
| Individual masculino | Richard Gasquet                      | 6–0, 6–1           | Laurent Recouderc                |           |
| Individual femenino  | Angelique Widjaja                    | 3–6, 6–1, 6–4      | Ashley Harkleroad                |           |
| Dobles masculino     | Markus Bayer Philipp Petzschner      | 7–5, 6–4           | Ryan Henry Todd Reid             |           |
| Dobles femenino      | Anna-Lena Grönefeld Barbora Strýcová | 7–5, 7–5           | Su-Wei Hsieh Svetlana Kuznetsova |           |

## Cabezas de serie
| N.° | Jugador             | Resultado                   | Resultado                |
| 1   | Lleyton Hewitt      | 4.ª ronda batido por        | Guillermo Cañas (15)     |
| 2   | Marat Safin         | Semifinal batido por        | Juan Carlos Ferrero (11) |
| 3   | Tommy Haas          | 4.ª ronda batido por        | Andrei Pavel (22)        |
| 4   | Andre Agassi        | Cuartos de final batido por | Juan Carlos Ferrero (11) |
| 5   | Yevgeny Kafelnikov  | 2.ª ronda batido por        | Mariano Zabaleta         |
| 6   | Tim Henman          | 2.ª ronda batido por        | Xavier Malisse           |
| 7   | Gustavo Kuerten     | 4.ª ronda batido por        | Albert Costa (20)        |
| 8   | Roger Federer       | 1.ª ronda batido por        | Hicham Arazi             |
| 9   | Thomas Johansson    | 2.ª ronda batido por        | Arnaud Clément           |
| 10  | Sébastien Grosjean  | Cuartos de final batido por | Marat Safin (2)          |
| 11  | Juan Carlos Ferrero | Final batido por            | Albert Costa (20)        |
| 12  | Pete Sampras        | 1.ª ronda batido por        | Andrea Gaudenzi          |
| 13  | Andy Roddick        | 1.ª ronda batido por        | Wayne Arthurs            |
| 14  | Jiří Novák          | 3.ª ronda batido por        | Paul-Henri Mathieu       |
| 15  | Guillermo Cañas     | Cuartos de final batido por | Albert Costa (20)        |
| 16  | Younes El Aynaoui   | 2.ª ronda batido por        | Álbert Montañés          |
| 17  | Carlos Moyá         | 3.ª ronda batido por        | Guillermo Cañas (15)     |
| 18  | Alex Corretja       | Semifinal batido por        | Albert Costa (20)        |
| 19  | Thomas Enqvist      | 2.ª ronda batido por        | Paradorn Srichaphan      |
| 20  | Albert Costa        | Victoria sobre              | Juan Carlos Ferrero (11) |
| 21  | Juan Ignacio Chela  | 1.ª ronda batido por        | Adrian Voinea            |
| 22  | Andrei Pavel        | Cuartos de final batido por | Alex Corretja (18)       |
| 23  | Fabrice Santoro     | 2.ª ronda batido por        | Tommy Robredo (25)       |
| 24  | Rainer Schüttler    | 2.ª ronda batido por        | Guillermo Coria          |
| 25  | Tommy Robredo       | 3.ª ronda batido por        | Andre Agassi (4)         |
| 26  | Max Mirnyi          | 1.ª ronda batido por        | Cecil Mamiit             |
| 27  | Nicolás Escudé      | 1.ª ronda batido por        | Fernando Meligeni        |
| 28  | Nicolás Lapentti    | 1.ª ronda batido por        | Jarkko Nieminen          |
| 29  | David Nalbandian    | 3.ª ronda batido por        | Marat Safin (2)          |
| 30  | Sjeng Schalken      | 3.ª ronda batido por        | Lleyton Hewitt (1)       |
| 31  | Gastón Gaudio       | 4.ª ronda batido por        | Juan Carlos Ferrero (11) |
| 32  | Ivan Ljubičić       | 1.ª ronda batido por        | Fernando Vicente         |

| N° | Jugadora                | Resultado                   | Resultado                      |
| 1  | Jennifer Capriati       | Semifinal batida por        | Serena Williams (3)            |
| 2  | Venus Williams          | Final batida por            | Serena Williams (3)            |
| 3  | Serena Williams         | Victoria sobre              | Venus Williams (2)             |
| 4  | Kim Clijsters           | 3.ª ronda batida por        | Clarisa Fernández              |
| 5  | Justine Henin           | 1.ª ronda batida por        | Anikó Kapros (Q)               |
| 6  | Monica Seles            | Cuartos de final batida por | Venus Williams (2)             |
| 7  | Jelena Dokić            | Cuartos de final batida por | Jennifer Capriati (1)          |
| 8  | Sandrine Testud         | 1.ª ronda batida por        | Paola Suárez                   |
| 9  | Silvia Farina           | 4.ª ronda batida por        | Mary Pierce (WC)               |
| 10 | Amélie Mauresmo         | 4.ª ronda batida por        | Paola Suárez                   |
| 11 | Daniela Hantuchová      | 4.ª ronda batida por        | Monica Seles (6)               |
| 12 | Meghann Shaughnessy     | 1.ª ronda batida por        | Conchita Martínez Granados (Q) |
| 13 | Yelena Dementieva       | 4.ª ronda batida por        | Clarisa Fernández              |
| 14 | Iroda Tulyaganova       | 3.ª ronda batida por        | Patty Schnyder (20)            |
| 15 | Arantxa Sánchez Vicario | 1.ª ronda batida por        | Marta Marrero                  |
| 16 | Barbara Schett          | 2.ª ronda batida por        | Chanda Rubin                   |
| 17 | T. Tanasugarn           | 3.ª ronda batida por        | Silvia Farina (9)              |
| 18 | Tatiana Panova          | 3.ª ronda batida por        | Daniela Hantuchová (11)        |
| 19 | Anastasiya Myskina      | 1.ª ronda batida por        | Shinobu Asagoe (Q)             |
| 20 | Patty Schnyder          | 4.ª ronda batida por        | Jennifer Capriati (1)          |
| 21 | Anna Smashnova          | 1.ª ronda batida por        | Francesca Schiavone            |
| 22 | Magdalena Maleeva       | 1.ª ronda batida por        | Anne-Gaëlle Sidot (WC)         |
| 23 | Anne Kremer             | 3.ª ronda batida por        | Chanda Rubin                   |
| 24 | Lisa Raymond            | 1.ª ronda batida por        | Eva Bes-Ostariz                |
| 25 | Dája Bedáňová           | 1.ª ronda batida por        | Jelena Kostanić                |
| 26 | Ai Sugiyama             | 2.ª ronda batida por        | Janette Husárová               |
| 27 | Nathalie Dechy          | 3.ª ronda batida por        | Paola Suárez                   |
| 28 | Alexandra Stevenson     | 1.ª ronda batida por        | Evie Dominikovic               |
| 29 | Iva Majoli              | 2.ª ronda batida por        | Ľudmila Cervanová              |
| 30 | Amanda Coetzer          | 1.ª ronda batida por        | Martina Müller                 |
| 31 | Rita Grande             | 3.ª ronda batida por        | Venus Williams (2)             |
| 32 | Cristina Torrens Valero | 2.ª ronda batida por        | Mary Pierce (WC)               |

## Cuadros finales

### Categoría sénior

#### Torneo individual masculino
|  | Cuartos de final | Cuartos de final    | Cuartos de final | Cuartos de final    | Cuartos de final | Cuartos de final | Cuartos de final |    |                     | Semifinales  | Semifinales | Semifinales | Semifinales | Semifinales | Semifinales |              |   | Final | Final | Final | Final | Final | Final |  |
|  |                  |                     |                  |                     |                  |                  |                  |    |                     |              |             |             |             |             |             |              |   |       |       |       |       |       |       |  |
|  |                  |                     |                  |                     |                  |                  |                  |    |                     |              |             |             |             |             |             |              |   |       |       |       |       |       |       |  |
|  | 15               | Guillermo Cañas     | 5                | 6                   | 7                | 4                | 0                |    |                     |              |             |             |             |             |             |              |   |       |       |       |       |       |       |  |
|  | 15               | Guillermo Cañas     | 5                | 6                   | 7                | 4                | 0                |    |                     |              |             |             |             |             |             |              |   |       |       |       |       |       |       |  |
|  | 20               | Albert Costa        | 7                | 3                   | 63               | 6                | 6                |    |                     |              |             |             |             |             |             |              |   |       |       |       |       |       |       |  |
|  | 20               | Albert Costa        | 7                | 3                   | 63               | 6                | 6                |    | 20                  | Albert Costa | 6           | 6           | 3           | 6           |             |              |   |       |       |       |       |       |       |  |
|  |                  |                     |                  |                     |                  |                  |                  |    | 20                  | Albert Costa | 6           | 6           | 3           | 6           |             |              |   |       |       |       |       |       |       |  |
|  |                  |                     | 18               | Alex Corretja       | 3                | 4                | 6                | 3  |                     |              |             |             |             |             |             |              |   |       |       |       |       |       |       |  |
|  | 22               | Andrei Pavel        | 18               | Alex Corretja       | 3                | 4                | 6                | 3  | 65                  | 5            | 5           |             |             |             |             |              |   |       |       |       |       |       |       |  |
|  | 22               | Andrei Pavel        |                  |                     |                  |                  |                  |    |                     |              | 5           |             |             |             |             |              |   |       |       |       |       |       |       |  |
|  | 18               | Alex Corretja       | 7                | 7                   | 7                |                  |                  |    |                     |              |             |             |             |             |             |              |   |       |       |       |       |       |       |  |
|  | 18               | Alex Corretja       | 7                | 7                   | 7                |                  |                  |    |                     |              |             |             |             |             | 20          | Albert Costa | 6 | 6     | 4     | 6     |       |       |       |  |
|  |                  |                     |                  |                     |                  |                  |                  |    |                     |              |             |             |             |             |             | Albert Costa | 6 | 6     | 4     | 6     |       |       |       |  |
|  |                  |                     | 11               | Juan Carlos Ferrero | 1                | 0                | 6                | 3  |                     |              |             |             |             |             |             |              |   |       |       |       |       |       |       |  |
|  | 11               | Juan Carlos Ferrero | 11               | Juan Carlos Ferrero | 1                | 0                | 6                | 3  | 6                   | 5            | 7           | 6           |             |             |             |              |   |       |       |       |       |       |       |  |
|  | 11               | Juan Carlos Ferrero |                  |                     |                  |                  |                  |    |                     |              | 7           | 6           |             |             |             |              |   |       |       |       |       |       |       |  |
|  | 4                | Andre Agassi        | 3                | 7                   | 5                | 3                |                  |    |                     |              |             |             |             |             |             |              |   |       |       |       |       |       |       |  |
|  | 4                | Andre Agassi        | 3                | 7                   | 5                | 3                |                  | 11 | Juan Carlos Ferrero | 6            | 6           | 6           |             |             |             |              |   |       |       |       |       |       |       |  |
|  |                  |                     |                  |                     |                  |                  |                  | 11 | Juan Carlos Ferrero | 6            | 6           | 6           |             |             |             |              |   |       |       |       |       |       |       |  |
|  |                  |                     | 2                | Marat Safin         | 3                | 2                | 4                |    |                     |              |             |             |             |             |             |              |   |       |       |       |       |       |       |  |
|  | 10               | Sébastien Grosjean  | 2                | Marat Safin         | 3                | 2                | 4                | 3  | 2                   | 2            |             |             |             |             |             |              |   |       |       |       |       |       |       |  |
|  | 10               | Sébastien Grosjean  |                  |                     |                  |                  |                  |    |                     |              |             |             |             |             |             |              |   |       |       |       |       |       |       |  |
|  | 2                | Marat Safin         | 6                | 6                   | 6                |                  |                  |    |                     |              |             |             |             |             |             |              |   |       |       |       |       |       |       |  |
|  | 2                | Marat Safin         | 6                | 6                   | 6                |                  |                  |    |                     |              |             |             |             |             |             |              |   |       |       |       |       |       |       |  |
|  |                  |                     |                  |                     |                  |                  |                  |    |                     |              |             |             |             |             |             |              |   |       |       |       |       |       |       |  |

#### Torneo individual  femenino
|  | Cuartos de final | Cuartos de final  | Cuartos de final | Cuartos de final | Cuartos de final |   |                   | Semifinales       | Semifinales | Semifinales | Semifinales | Semifinales |   |                 | Final | Final | Final | Final |  |
|  |                  |                   |                  |                  |                  |   |                   |                   |             |             |             |             |   |                 |       |       |       |       |  |
|  |                  |                   |                  |                  |                  |   |                   |                   |             |             |             |             |   |                 |       |       |       |       |  |
|  | 1                | Jennifer Capriati | 6                | 4                | 6                |   |                   |                   |             |             |             |             |   |                 |       |       |       |       |  |
|  | 1                | Jennifer Capriati | 6                | 4                | 6                |   |                   |                   |             |             |             |             |   |                 |       |       |       |       |  |
|  | 7                | Jelena Dokic      | 4                | 6                | 1                |   |                   |                   |             |             |             |             |   |                 |       |       |       |       |  |
|  | 7                | Jelena Dokic      | 4                | 6                | 1                |   | 1                 | Jennifer Capriati | 6           | 62          | 2           |             |   |                 |       |       |       |       |  |
|  |                  |                   |                  |                  |                  |   | 1                 | Jennifer Capriati | 6           | 62          | 2           |             |   |                 |       |       |       |       |  |
|  |                  |                   | 3                | Serena Williams  | 3                | 7 | 6                 |                   |             |             |             |             |   |                 |       |       |       |       |  |
|  | 3                | Serena Williams   | 3                | Serena Williams  | 3                | 7 | 6                 | 6                 | 6           |             |             |             |   |                 |       |       |       |       |  |
|  | 3                | Serena Williams   |                  |                  |                  |   |                   |                   |             |             |             |             |   |                 |       |       |       |       |  |
|  | WC               | Mary Pierce       | 1                | 1                |                  |   |                   |                   |             |             |             |             |   |                 |       |       |       |       |  |
|  | WC               | Mary Pierce       | 1                | 1                |                  |   |                   |                   |             |             |             |             | 3 | Serena Williams | 7     | 6     |       |       |  |
|  |                  |                   |                  |                  |                  |   |                   |                   |             |             |             |             | 3 | Serena Williams | 7     | 6     |       |       |  |
|  |                  |                   | 2                | Venus Williams   | 5                | 3 |                   |                   |             |             |             |             |   |                 |       |       |       |       |  |
|  |                  | Paola Suárez      | 2                | Venus Williams   | 5                | 3 | 6                 | 65                | 1           |             |             |             |   |                 |       |       |       |       |  |
|  |                  |                   |                  |                  |                  |   |                   | 65                | 1           |             |             |             |   |                 |       |       |       |       |  |
|  |                  | Clarisa Fernández | 2                | 7                | 6                |   |                   |                   |             |             |             |             |   |                 |       |       |       |       |  |
|  |                  | Clarisa Fernández | 2                | 7                | 6                |   | Clarisa Fernández | 1                 | 4           |             |             |             |   |                 |       |       |       |       |  |
|  |                  |                   |                  |                  |                  |   | Clarisa Fernández | 1                 | 4           |             |             |             |   |                 |       |       |       |       |  |
|  |                  |                   | 2                | Venus Williams   | 6                | 6 |                   |                   |             |             |             |             |   |                 |       |       |       |       |  |
|  | 6                | Monica Seles      | 2                | Venus Williams   | 6                | 6 | 4                 | 3                 |             |             |             |             |   |                 |       |       |       |       |  |
|  | 6                | Monica Seles      |                  |                  |                  |   |                   |                   |             |             |             |             |   |                 |       |       |       |       |  |
|  | 2                | Venus Williams    | 6                | 6                |                  |   |                   |                   |             |             |             |             |   |                 |       |       |       |       |  |
|  | 2                | Venus Williams    | 6                | 6                |                  |   |                   |                   |             |             |             |             |   |                 |       |       |       |       |  |
|  |                  |                   |                  |                  |                  |   |                   |                   |             |             |             |             |   |                 |       |       |       |       |  |

#### Torneo dobles masculino
|  | Cuartos de final | Cuartos de final                                   | Cuartos de final | Cuartos de final             | Cuartos de final |   |    | Semifinales                                        | Semifinales | Semifinales | Semifinales | Semifinales |  |  | Final                                              | Final | Final | Final | Final |  |
|  |                  |                                                    |                  |                              |                  |   |    |                                                    |             |             |             |             |  |  |                                                    |       |       |       |       |  |
|  |                  |                                                    |                  |                              |                  |   |    |                                                    |             |             |             |             |  |  |                                                    |       |       |       |       |  |
|  |                  | Paul Haarhuis · Jewgeni Alexandrowitsch Kafelnikow | 1                | 7                            | 8                |   |    |                                                    |             |             |             |             |  |  |                                                    |       |       |       |       |  |
|  |                  |                                                    |                  |                              |                  |   |    |                                                    |             |             |             |             |  |  |                                                    |       |       |       |       |  |
|  | 6                | Jonas Björkman · Australia                         | 6                | 6                            | 6                |   |    |                                                    |             |             |             |             |  |  |                                                    |       |       |       |       |  |
|  | 6                | Jonas Björkman · Australia                         | 6                | 6                            | 6                |   |    | Paul Haarhuis · Jewgeni Alexandrowitsch Kafelnikow | 61          | 7           | 6           |             |  |  |                                                    |       |       |       |       |  |
|  |                  |                                                    |                  |                              |                  |   |    | Paul Haarhuis · Jewgeni Alexandrowitsch Kafelnikow | 61          | 7           | 6           |             |  |  |                                                    |       |       |       |       |  |
|  |                  |                                                    | 3                | Mahesh Bhupathi · Max Mirny  | 7                | 5 | 2  |                                                    |             |             |             |             |  |  |                                                    |       |       |       |       |  |
|  | 3                | Mahesh Bhupathi · Max Mirny                        | 3                | Mahesh Bhupathi · Max Mirny  | 7                | 5 | 2  | 4                                                  | 6           | 7           |             |             |  |  |                                                    |       |       |       |       |  |
|  | 3                | Mahesh Bhupathi · Max Mirny                        |                  |                              |                  |   |    |                                                    |             | 7           |             |             |  |  |                                                    |       |       |       |       |  |
|  | 7                | Martin Damm · Cyril Suk                            | 6                | 4                            | 5                |   |    |                                                    |             |             |             |             |  |  |                                                    |       |       |       |       |  |
|  | 7                | Martin Damm · Cyril Suk                            | 6                | 4                            | 5                |   |    |                                                    |             |             |             |             |  |  | Paul Haarhuis · Jewgeni Alexandrowitsch Kafelnikow | 7     | 6     |       |       |  |
|  |                  |                                                    |                  |                              |                  |   |    |                                                    |             |             |             |             |  |  | Paul Haarhuis · Jewgeni Alexandrowitsch Kafelnikow | 7     | 6     |       |       |  |
|  |                  |                                                    | 2                | Mark Knowles · Daniel Nestor | 5                | 4 |    |                                                    |             |             |             |             |  |  |                                                    |       |       |       |       |  |
|  | 5                | Bob Bryan Mike Bryan                               | 2                | Mark Knowles · Daniel Nestor | 5                | 4 | 6  | 6                                                  | 4           |             |             |             |  |  |                                                    |       |       |       |       |  |
|  | 5                | Bob Bryan Mike Bryan                               |                  |                              |                  |   |    |                                                    |             |             |             |             |  |  |                                                    |       |       |       |       |  |
|  | 14               | Tomáš Cibulec · Leander Paes                       | 3                | 7                            | 6                |   |    |                                                    |             |             |             |             |  |  |                                                    |       |       |       |       |  |
|  | 14               | Tomáš Cibulec · Leander Paes                       | 3                | 7                            | 6                |   | 14 | Tomáš Cibulec · Leander Paes                       | 65          | 5           |             |             |  |  |                                                    |       |       |       |       |  |
|  |                  |                                                    |                  |                              |                  |   | 14 | Tomáš Cibulec · Leander Paes                       | 65          | 5           |             |             |  |  |                                                    |       |       |       |       |  |
|  |                  |                                                    | 2                | Mark Knowles · Daniel Nestor | 7                | 7 |    |                                                    |             |             |             |             |  |  |                                                    |       |       |       |       |  |
|  |                  | Australia                                          | 2                | Mark Knowles · Daniel Nestor | 7                | 7 | 61 | 2                                                  |             |             |             |             |  |  |                                                    |       |       |       |       |  |
|  |                  |                                                    |                  |                              |                  |   |    | 2                                                  |             |             |             |             |  |  |                                                    |       |       |       |       |  |
|  | 2                | Mark Knowles · Daniel Nestor                       | 7                | 6                            |                  |   |    |                                                    |             |             |             |             |  |  |                                                    |       |       |       |       |  |
|  | 2                | Mark Knowles · Daniel Nestor                       | 7                | 6                            |                  |   |    |                                                    |             |             |             |             |  |  |                                                    |       |       |       |       |  |
|  |                  |                                                    |                  |                              |                  |   |    |                                                    |             |             |             |             |  |  |                                                    |       |       |       |       |  |